# John Nieuwenburg
John Nieuwenburg (L'Aia, 24 dicembre 1978) è un ex calciatore olandese, di ruolo centrocampista.

## Carriera

### Club
Ha trascorso la sua carriera interamente in Olanda, dove ha collezionato oltre 100 presenze in Eredivisie.

### Nazionale
Nel 2000 è stato convocato dalla Nazionale Under-21 olandese per disputare il campionato Europeo di categoria, giocando due incontri.

## Statistiche

### Cronologia presenze e reti in nazionale
| Cronologia completa delle presenze e delle reti in nazionale ― Paesi Bassi under 21 | Cronologia completa delle presenze e delle reti in nazionale ― Paesi Bassi under 21 | Cronologia completa delle presenze e delle reti in nazionale ― Paesi Bassi under 21 | Cronologia completa delle presenze e delle reti in nazionale ― Paesi Bassi under 21 | Cronologia completa delle presenze e delle reti in nazionale ― Paesi Bassi under 21 | Cronologia completa delle presenze e delle reti in nazionale ― Paesi Bassi under 21 | Cronologia completa delle presenze e delle reti in nazionale ― Paesi Bassi under 21 | Cronologia completa delle presenze e delle reti in nazionale ― Paesi Bassi under 21 |
| Data                                                                                | Città                                                                               | In casa                                                                             | Risultato                                                                           | Ospiti                                                                              | Competizione                                                                        | Reti                                                                                | Note                                                                                |
| ----------------------------------------------------------------------------------- | ----------------------------------------------------------------------------------- | ----------------------------------------------------------------------------------- | ----------------------------------------------------------------------------------- | ----------------------------------------------------------------------------------- | ----------------------------------------------------------------------------------- | ----------------------------------------------------------------------------------- | ----------------------------------------------------------------------------------- |
| 27-5-2000                                                                           | Trnava                                                                              | Croazia under 21                                                                    | 1 – 3                                                                               | Paesi Bassi under 21                                                                | Europeo Under-21 2000 - 1º turno                                                    | -                                                                                   | 25’ 62’                                                                             |
| 1-6-2000                                                                            | Trnava                                                                              | Paesi Bassi under 21                                                                | 0 – 1                                                                               | Spagna under 21                                                                     | Europeo Under-21 2000 - 1º turno                                                    | -                                                                                   | 74’                                                                                 |
| Totale                                                                              |                                                                                     | Presenze                                                                            | 2                                                                                   |                                                                                     | Reti                                                                                | 0                                                                                   |                                                                                     |

## Palmarès
- Campionato olandese: 1

Ajax: 2003-2004